# 田中利恵
田中 利恵（たなか りえ）は、日本の医学研究者。金沢大学医薬保健研究域准教授。保健学博士。専門は、コンピュータによる医用放射線画像の解析、フラットパネルディテクタ（FPD）を用いた動態画像検査法の開発。

## 来歴
現在、金沢大学医学部保健学科において、診療放射線技師養成に関する教育、および放射線画像検査法の研究を行っている。また、金沢大学附属病院にて放射線診療に従事している。
研究においては、動画対応FPDによる新しい胸部動態検査法の検討を主として、放射線画像工学、放射線診断学の発展に力を注いでいる。放射線治療支援システムの開発に関して、金沢大学大学院医学系研究科教授の真田茂らと、特許を申請した。

## 経歴
- 2001年3月　金沢大学医学部保健学科放射線技術科学専攻・卒業
- 2003年3月　金沢大学大学院医学系研究科保健学専攻医用放射線科学領域・博士前期課程修了
- 2003年4月　金沢大学医学部保健学科放射線技術科学専攻・助手
- 2005年4月　金沢大学大学院医学系研究科保健学専攻・助手
- 2006年3月　金沢大学大学院医学系研究科保健学専攻医療科学領域・博士後期課程修了
- 2007年4月　金沢大学大学院医学系研究科保健学専攻・助教
- 2017年3月　金沢大学医薬保健研究域保健学系・准教授

## 資格・学位
- 診療放射線技師
- 第1種放射線取扱主任者
- 保健学博士
- 医学物理士

## 専門分野
- 放射線画像工学
- 放射線画像検査
- 呼吸器系疾患
- 放射線治療

## 所属学会
- 日本放射線技術学会
- 日本医用画像工学会
- 日本放射線腫瘍学会
- 医用画像情報学会